# Trung Lập Hạ
Trung Lập Hạ là một xã thuộc huyện Củ Chi, Thành phố Hồ Chí Minh, Việt Nam.
Xã Trung Lập Hạ có diện tích 16,99 km², dân số năm 2021 là 15.441 người,  mật độ dân số đạt 908 người/km².